# 肉彈 (電影)
《肉彈》是1968年10月12日被公開的岡本喜八導演的日本電影。一起上映的是久里洋二導演的短篇動畫「馬鹿、馬鹿、馬鹿的世界」。是岡本喜八的代表作。「肉彈製作協會」，ATG製作、ATG配給。116分鐘的黑白作品，本片的故事情節都採岡本喜八的構思，為岡本從軍時大部分的經歷，改編而成，為明治百年紀念藝術季的參加作品。

## 劇情概要
描述被稱呼為「那傢伙」的主角的孤獨的戰爭。企劃當初電影公司是不提供製作費的，但導演的夫人岡本峰子成為製作人並兩人三腳的收集製作費，而製作了這一部。音樂向佐藤勝請託，然而據說當時收錄的工作室等的事情而無法準備，因此在收錄其他作品的BGM的等待時間裡悄悄錄製。

## 工作人員
- 製作 - 馬場和夫
- 導演、劇本 - 岡本喜八
- 攝影 - 村井博
- 音樂 - 佐藤勝

## 登場角色
- 那傢伙 - 寺田農
- 少女 - 大谷直子
- 父親 - 天本英世
- 學校長閣下 - 今福正雄
- 舊書店的老爺爺 - 笠智眾
- 舊書店的老奶奶 - 北林谷榮
- 穿前圍裙的阿姨 - 春川真澄
- 教師 - 園田裕久
- 軍曹 - 小澤昭一
- 軍曹的妻子 - 菅井金
- 穿勞動衣的阿姨 - 三戶部末
- 少年・哥哥 - 頭師佳孝
- 少年・弟弟 - 吉野謙二郎
- 區隊長 - 田中邦衛
- 憲兵 - 中谷一郎
- 鬍子的士官 - 高橋悅史
- 奧懷船的船長 - 伊藤雄之助
- 旁白 - 仲代達矢